# سیارک ۶۰۷۵
سیارک ۶۰۷۵ (به انگلیسی: 6075 Zajtsev، نامگذاری:1976GH2) شش هزار و هفتاد و پنجمین سیارک کشف شده‌است که در ۱ آوریل ۱۹۷۶ کشف شد.
قدر مطلق سیارک برابر ۱۲٫۵۰ است.